# Maurice Magnoni
Maurice Magnoni est un saxophoniste de jazz né à Genève le 1er décembre 1948. Il a joué avec Michel Portal, Erik Truffaz,,, Alvin Queen ou Carla Bley,. Il est un des membres fondateurs de l'AMR.

## Discographie
En tant que leader.
- Estrella del norte, Direzione Sud, Altrisuoni / AS 164, 2004[8],[9].
- Facing the Wall, Maurice Magnoni, Nicolas Sordet, Fredy Studer, Altrisuoni / AS130 (CD26670) 2003[10].
- SskieS 2000, Maurice Magnoni, Altrisuoni / AS057 (CD21909), 2000[11].
- Andata Senza Ritorno, Rava, Magnoni, Allouche, Danielsson, Lazarevitch, YVP/3074) 1999[12].
- L'état des sons, Maurice Magnoni, Plainisphare/1267-36 (CD384) 1988[13].
- M.G.M, Maurice Magnoni trio, VDE/30-309 (LP3253) 1980[14]

En tant que sideman.
- François Lindemann Octet, Different Masks, Plainisphare / PL 1267-47[8]
- François Lindemann Octet, Montreux Jazz & Swiss Movement, Live in U.S.A., Evasion / ECD 92211[8]
- Heiri Känzig, Five Stories, MGB / CD MGB 9402 1984[15]
- Erik Truffaz Quintet, Niña Valéria, Plainisphare / Espace 2 / 1267-79 (CD5091)[2]
- Pascal Auberson, Jean-François Bovard, Big Band de Lausanne, Big Bang, Disques Office / 65198 (CD19821) 1998[16]
- Silent Majority, Curfew, UNIK/ UR9 EPCD (CD8468)[3]
- Big Band AMR, Viva la musica, VDE/30-240 (LP784) 1979[17]